# Samoerai (stripreeks)
Samoerai is een Belgische stripreeks met Jean-François Di Giorgio als schrijver en Frédéric Genêt als tekenaar.

## Albums
Alle albums zijn geschreven door Jean-François Di Giorgio, getekend door Frédéric Genêt en uitgegeven door Soleil. De strip werd in het Nederlands vertaald en uitgegeven door Uitgeverij Daedalus.
| Nummer | Titel                         | Tekenaar          |
| ------ | ----------------------------- | ----------------- |
| 1      | Het hart van de profeet       | Frédéric Genêt    |
| 2      | De zeven bronnen van Akanobu  | Frédéric Genêt    |
| 3      | De dertiende profeet          | Frédéric Genêt    |
| 4      | Het ritueel van Morinaga      | Frédéric Genêt    |
| 5      | Het eiland zonder naam        | Frédéric Genêt    |
| 6      | Shobei                        | Frédéric Genêt    |
| 7      | Wapenbroeders                 | Frédéric Genêt    |
| 8      | Bloedbroeders                 | Frédéric Genêt    |
| 9      | Ogomo                         | Frédéric Genêt    |
| 10     | Ririko                        | Cristina Mormile  |
| 11     | De sabel en de lotus          | Cristina Mormile  |
| 12     | Het oog van de draak          | Cristina Mormile  |
| 13     | Rood pigment en witte alcohol | Cristinia Mormile |
| 14     | De schouder van de meester    | Cristinia Mormile |